# Mauzé-Thouarsais
Pour les articles homonymes, voir Mauzé et Thouarsais (homonymie).
Mauzé-Thouarsais est une commune déléguée du centre-ouest de la France située dans le département des Deux-Sèvres en région Nouvelle-Aquitaine. Depuis le 1er janvier 2019, elle est intégrée à la commune nouvelle de Thouars.
Ses habitants sont appelés les Mauzéens et les Mauzéennes.

## Géographie

### Localisation
La commune de Mauzé-Thouarsais, localisée au nord du département des Deux-Sèvres, est bordée au nord par l'Argenton sur trois kilomètres.
La ville est située 4 km à l'ouest de Thouars, à 22 km de Bressuire, 34 km de Saumur et 64 km de Poitiers.
Mauzé-Thouarsais est la commune la plus vaste du canton de Thouars avec ses 4 953 hectares, dont 424 hectares pour la commune associée de Rigné.

### Hameaux de la commune
- Soulbrois, Fontenay, la Capinière, le Ruault, Villiers, Vibreuil, Juigny et la Gouraudière.

## Histoire
Sur la carte de Cassini représentant la France entre 1756 et 1789, le village est identifié sous le nom de Mauzé.

### Époque médiévale
Au Moyen Âge, les terres de Mauzé relevaient du duché de Thouars. Parmi les grandes familles seigneuriales vivant sur la commune, deux illustres familles avaient rendu hommage aux vicomtes de Thouars pour les terres qu'ils possédaient à Mauzé.
- Le fief du Boisbaudran (Bois Baudron et le Bourg de nos jours) appartenait à la famille de Chambes (ou Jambes). Alexis de Chambes en avait fait hommage au duc Claude de La Trémoille le 15 janvier 1598. Il rendit également hommage le 12 décembre 1616 pour le château du Pressoir Bachelier.
- Le fief de Sourdis (Ligron et le Bas-Mauzé de nos jours) appartenait à la famille d'Escoubleau. Jean d'Escoubleau, seigneur de Sourdis en avait rendu l'aveu le 29 avril 1476 ; et par la suite, René-Charles d'Escoubleau de Sourdis en avait fait l'hommage au duc de Thouars le 11 mai 1703.

Le nom de Mauzé-Thouarsais apparaît pour la première fois en 1492, lorsque le seigneur de Mauzé Étienne d'Escoubleau de Sourdis épousa Jeanne de Tusseau, fille de Guillaume, Seigneur de la Millanchère d’Azay-sur-Thouet.
Le blason des seigneurs de Mauzé-Thouarsais était : « parti d’azur et de gueules, à la bande d’or brochant sur le tout ».

### Époque contemporaine
Jusqu'en 1865, le village de Ligron faisait partie de la commune de Mauzé-Thouarsais. Mais à la suite d'une pétition des habitants de Ligron, ce village fut rattaché à la commune de Sainte-Radegonde par décret du Conseil d'État dans sa séance du 10 février 1865.
Dans le cadre d'une association de communes, la commune de Rigné est rattachée à Mauzé-Thouarsais depuis le 1er janvier 1973 (arrêté préfectoral du 19 décembre 1972).
Le 1er janvier 2019, la commune — avec Missé et Sainte-Radegonde — est absorbée par Thouars qui devient une commune nouvelle à la suite d'un arrêté préfectoral du 30 octobre 2018. Cet arrêté acte aussi la suppression du statut de commune associée pour Rigné qui fait partie intégrante de la commune déléguée de Mauzé-Thouarsais.

## Politique et administration

### Liste des maires
| Période      | Période   | Identité        | Étiquette   | Qualité |
| ------------ | --------- | --------------- | ----------- | --- |
| janvier 2019 | juin 2020 | Bernard Paineau | DVG puis PS | Chef d'entreprise Conseiller général du canton de Thouars-2 (1994 → 2015) Président de la CC du Thouarsais (2014 → ) |
| juin 2020    | en cours  | Gaëlle Garreau  |             | Assistante technico-commerciale Adjointe à la culture, sport et loisirs de Mauzé-Thouarsais (2014 → 2020)            |

| Période                                  | Période       | Identité        | Étiquette   | Qualité |
| ---------------------------------------- | ------------- | --------------- | ----------- | --- |
| Les données manquantes sont à compléter. |               |                 |             | |
| mai 1953                                 | mars 1965     | Daniel Civrais  |             | Exploitant agricole |
| mars 1965                                | mars 1989     | Jean Melon      |             | Directeur des carrières de La Gouraudière et de Saint-Varent                                                                                 |
| mars 1989                                | mars 2001     | Jean Viault     |             | |
| mars 2001                                | décembre 2018 | Bernard Paineau | DVG puis PS | Chef d'entreprise Conseiller général du canton de Thouars-2 (1994 → 2015) Président de la CC du Thouarsais (2014 → ) Réélu en 2008et en 2014 |

## Démographie
Les communes de Rigné et Mauzé-Thouarsais ont fusionné en 1973.

### Démographie de Rigné
Voir l'article Rigné.

### Démographie de Mauzé, puis de Mauzé-Thouarsais
L'évolution du nombre d'habitants est connue à travers les recensements de la population effectués dans la commune depuis 1793. Pour les communes de moins de 10 000 habitants, une enquête de recensement portant sur toute la population est réalisée tous les cinq ans, les populations de référence des années intermédiaires étant quant à elles estimées par interpolation ou extrapolation. Pour la commune, le premier recensement exhaustif entrant dans le cadre du nouveau dispositif a été réalisé en 2008.

En 2016, la commune comptait 2 176 habitants, en évolution de +5,68 % par rapport à 2010 (Deux-Sèvres : +0,18 %, France hors Mayotte : +2,11 %).
| 1793  | 1800  | 1806  | 1821  | 1831  | 1836  | 1841  | 1846  | 1851  |
| ----- | ----- | ----- | ----- | ----- | ----- | ----- | ----- | ----- |
| 1 545 | 1 510 | 1 596 | 1 389 | 1 537 | 1 539 | 1 528 | 1 543 | 1 506 |

| 1856  | 1861  | 1866  | 1872  | 1876  | 1881  | 1886  | 1891  | 1896  |
| ----- | ----- | ----- | ----- | ----- | ----- | ----- | ----- | ----- |
| 1 487 | 1 535 | 1 631 | 1 433 | 1 482 | 1 490 | 1 491 | 1 517 | 1 436 |

| 1901  | 1906  | 1911  | 1921  | 1926  | 1931  | 1936  | 1946  | 1954  |
| ----- | ----- | ----- | ----- | ----- | ----- | ----- | ----- | ----- |
| 1 405 | 1 451 | 1 424 | 1 347 | 1 494 | 1 735 | 1 500 | 1 450 | 1 508 |

| 1962  | 1968  | 1975  | 1982  | 1990  | 1999  | 2006  | 2008  | 2013  |
| ----- | ----- | ----- | ----- | ----- | ----- | ----- | ----- | ----- |
| 1 474 | 1 460 | 1 625 | 1 771 | 1 926 | 1 988 | 2 034 | 2 049 | 2 186 |

| 2016  | - | - | - | - | - | - | - | - |
| ----- | - | - | - | - | - | - | - | - |
| 2 176 | - | - | - | - | - | - | - | - |

## Économie
- Une importante carrière de la société Roy de microgranite (rose) et microdiorite (bleue) est en exploitation à La Gouraudière. Elle fournit des milliers de tonnes de granulats par an pour les routes, voies ferrées, le béton...

## Culture locale et patrimoine

### Lieux et monuments
- Plusieurs dolmens ruinés témoignent d'une présence lointaine de l'homme sur la commune : dolmens de "Saint Père", du "Champ de la Salle" et de la "Pile Verte".
- L'ancienne abbaye bénédictine Notre-Dame de Chambon près du hameau de la Capinière. Les vestiges ont été reconvertis en habitation. Plusieurs membres de la famille de Thouars furent inhumés à Chambon dont notamment Aimery VII de Thouars.
- L'ancien château du Pressoir Bachelier. Le manoir actuel est tout ce qui reste d'un château médiéval partiellement détruit pendant le XVIe siècle. C'est dans ce château que les ducs de Thouars faisaient leur vin. Il est inscrit comme monument historique depuis 1933[8].
- L'église Saint-Pierre de Mauzé-Thouarsais du bourg, XIXe siècle, avec ses vitraux de style moderne dans la nef, et de style ancien dans le chœur et le transept.
- L'église Saint-Hilaire de Rigné et ses vitraux modernes
- Le logis de Laudairie, au bourg du Ruault à Rigné.
- Le parc Challon.
- L'étang de Juigny qui s'étend sur 50 hectares.
- La vallée de l'Argenton.

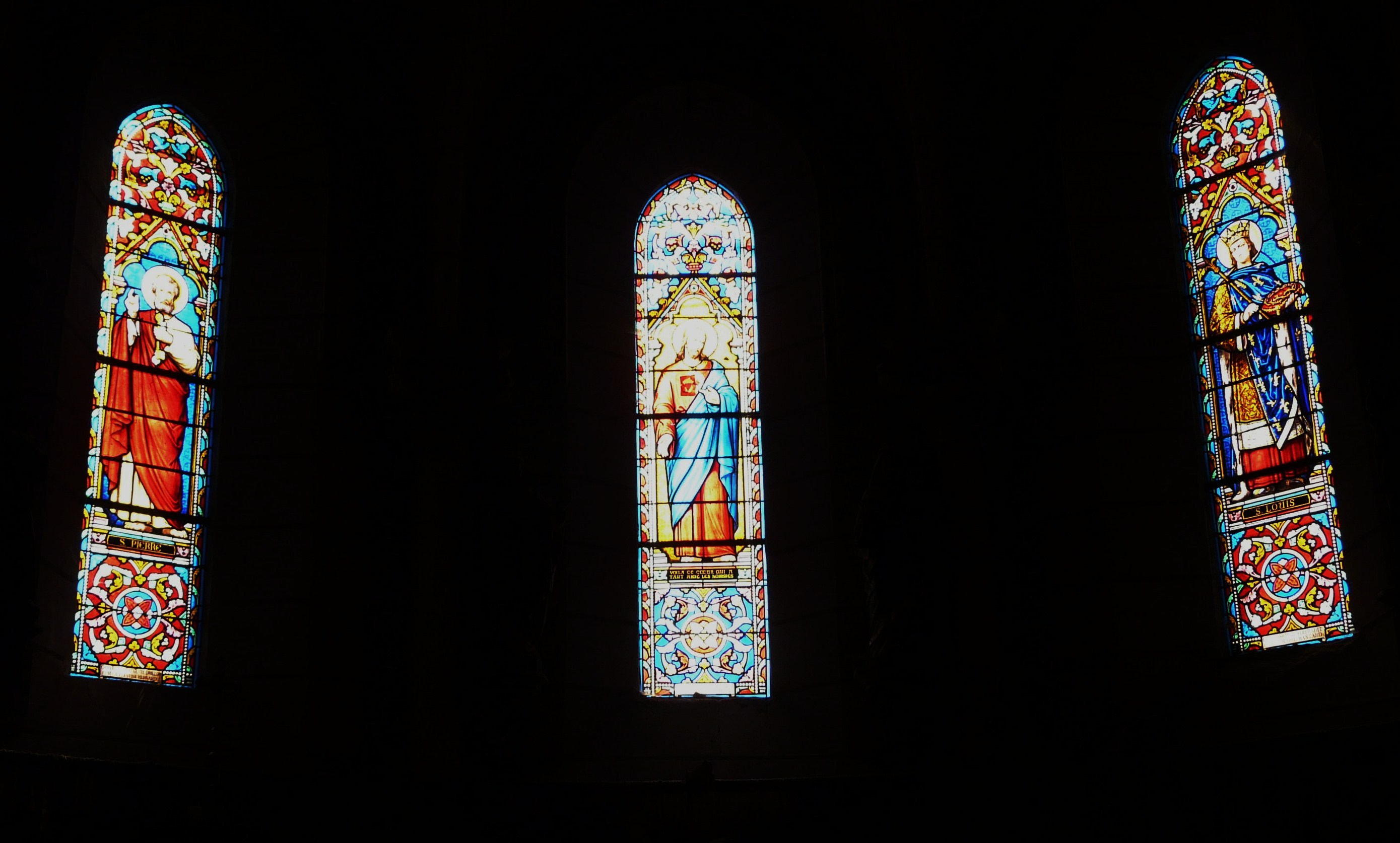
L'église de Mauzé-Thouarsais : les vitraux du chœur.
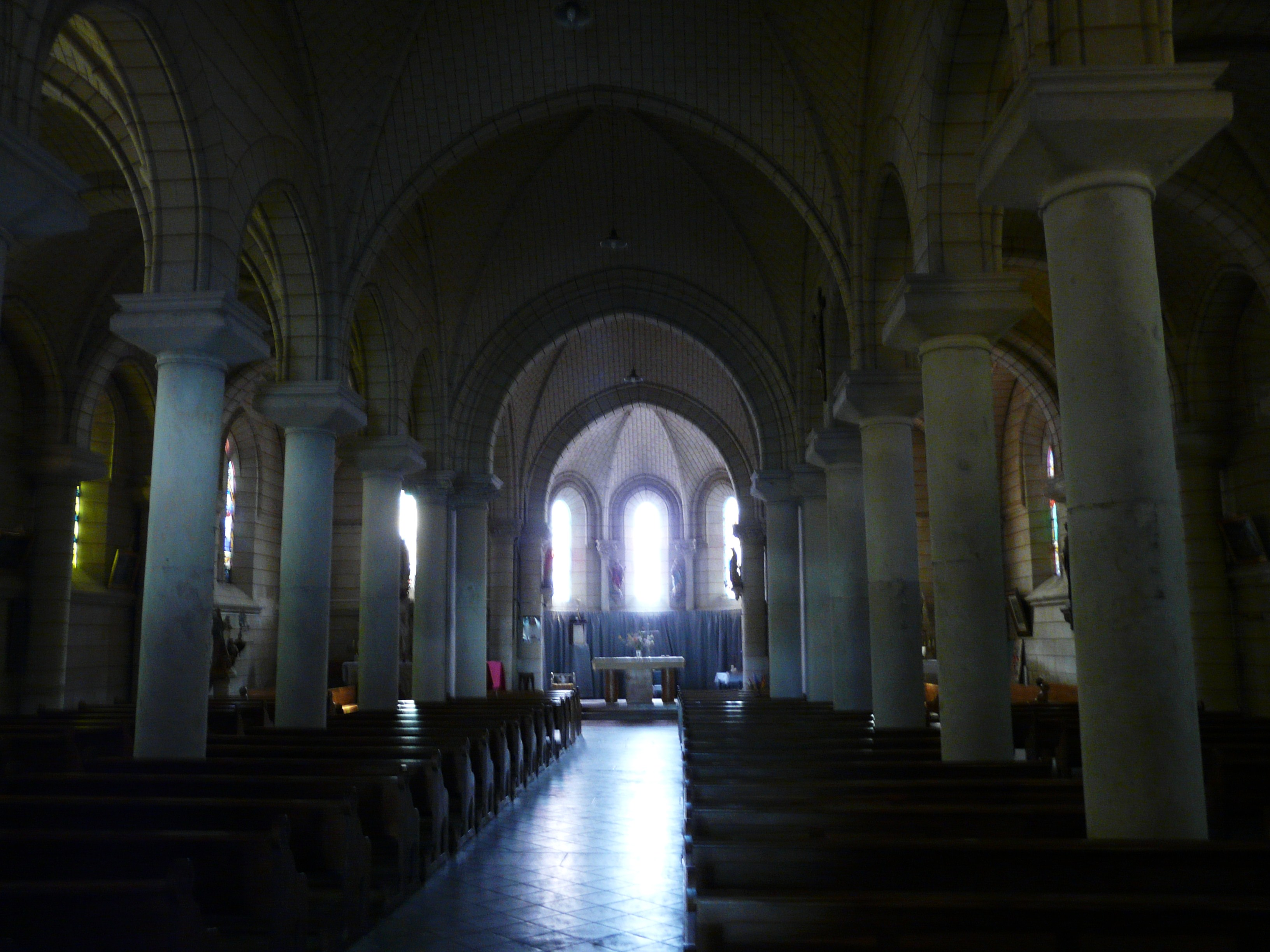
Nef de l'église du bourg.
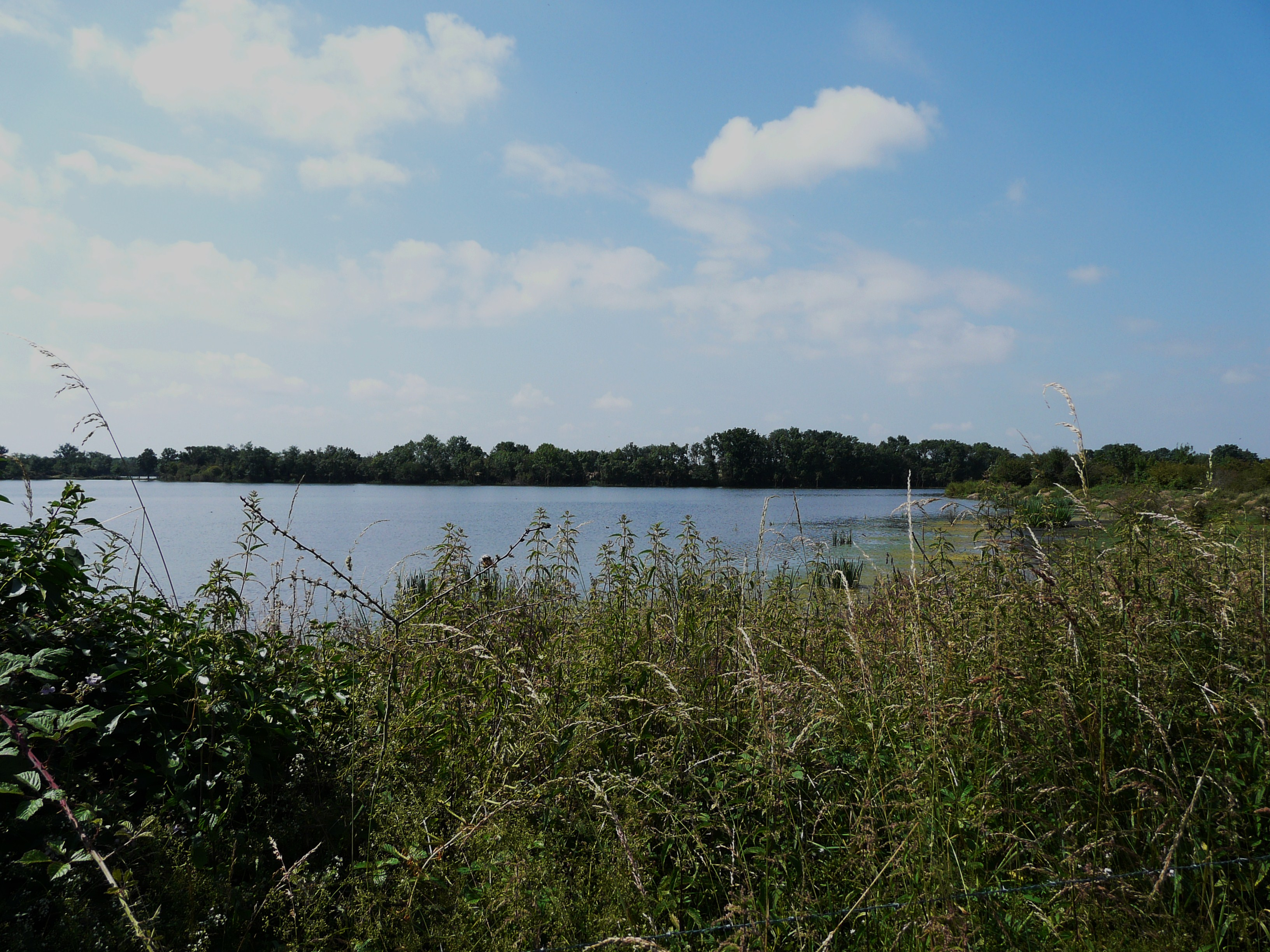
L'étang de Juigny.
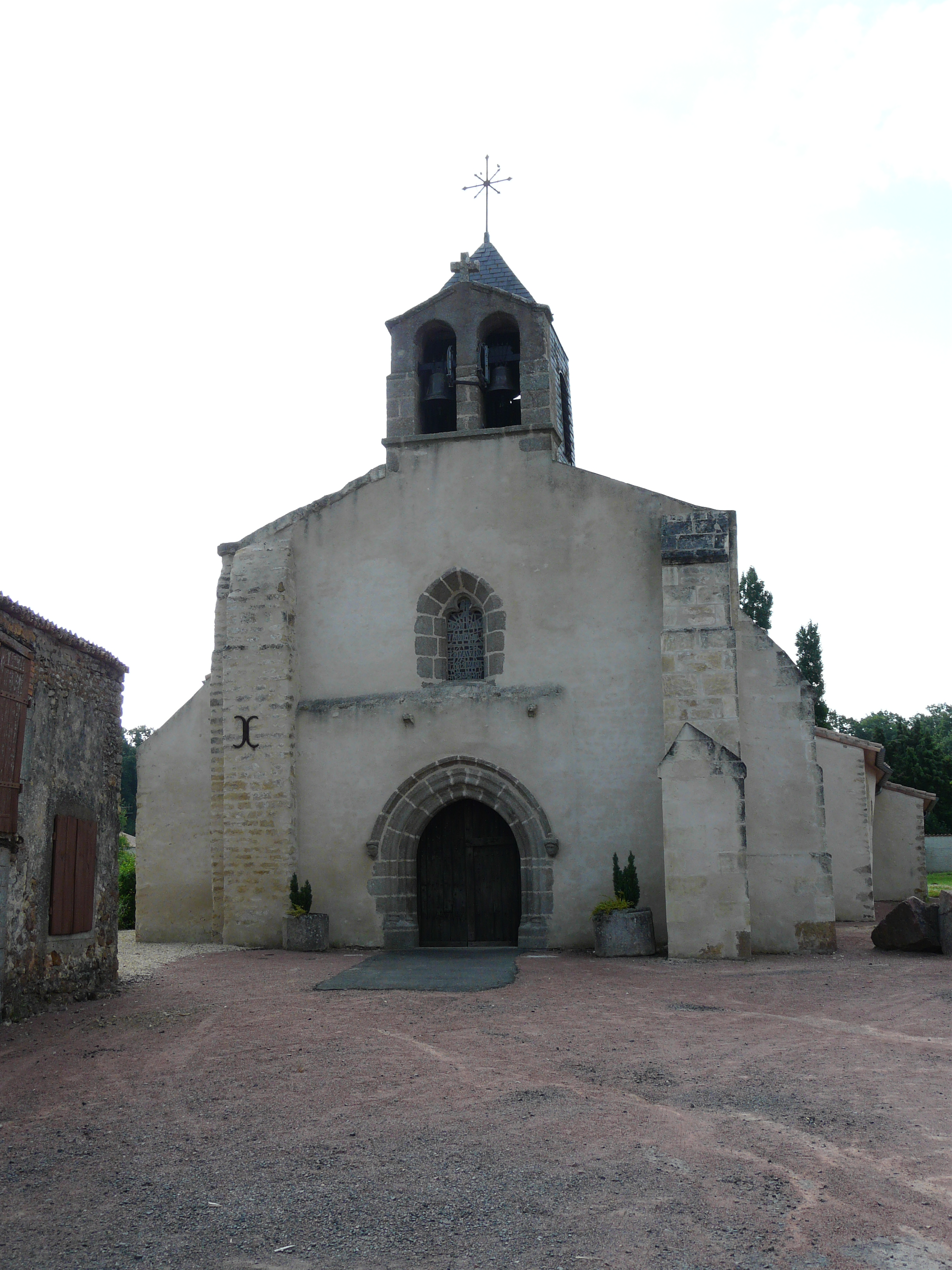
L'église de Rigné.

Vallée du Pressoir
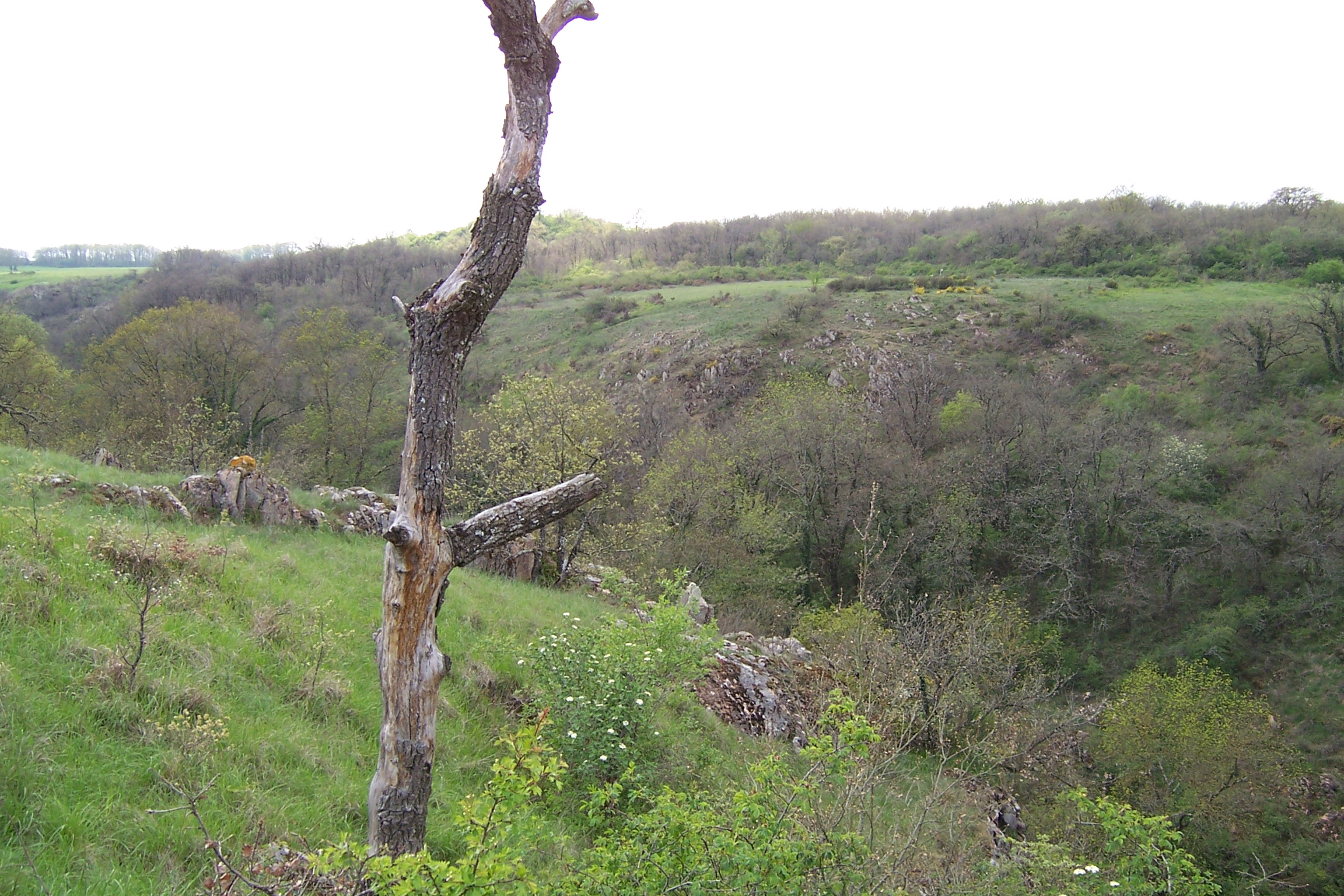
Vallée du Pressoir
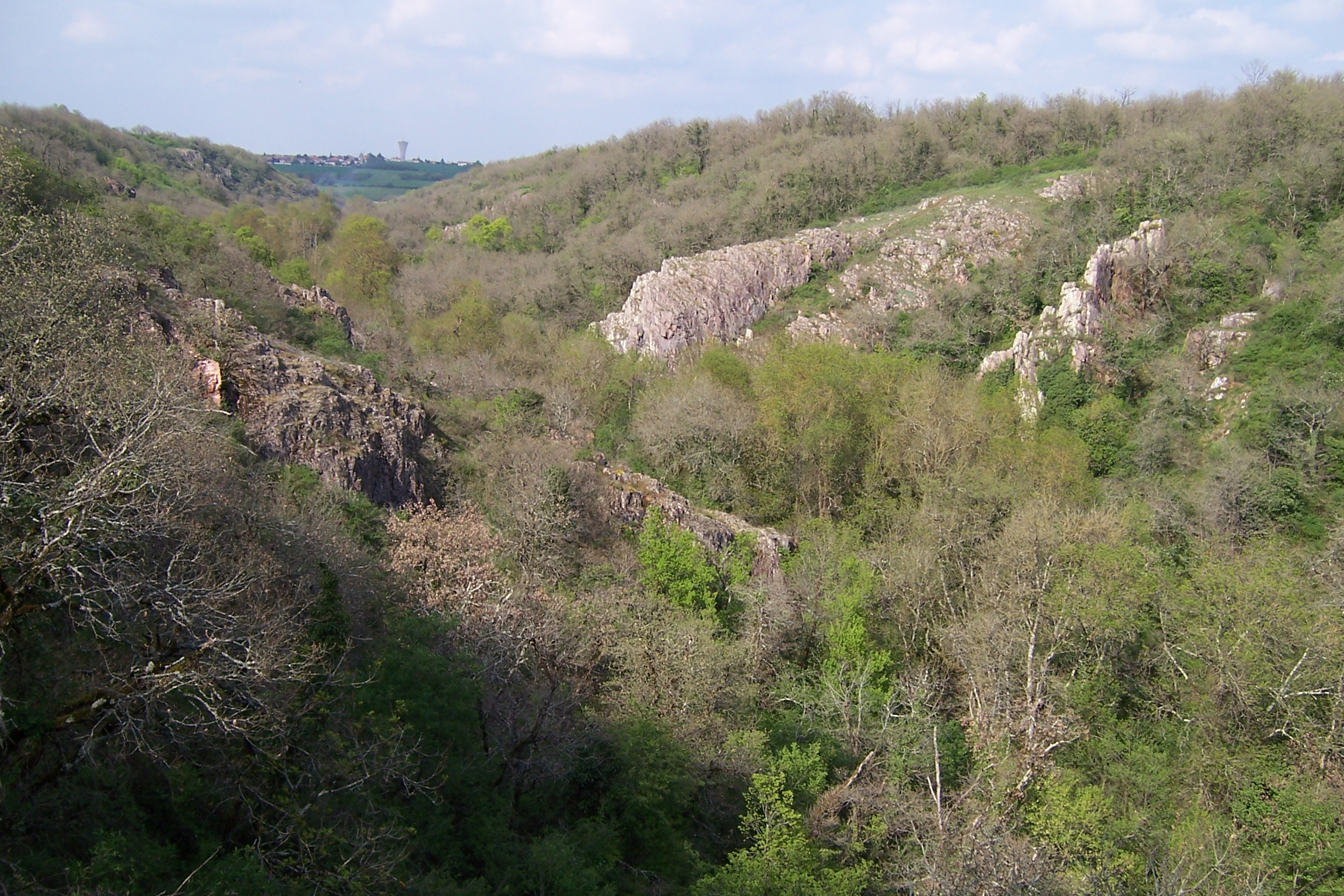
Vue de Vrines depuis la vallée

### Personnalités liées à la commune
- Aimery VII de Thouars (1152-1226), enterré à l'abbaye de Chambon dans la commune.